# Phaegorista enarges
Phaegorista enarges är en fjärilsart som beskrevs av Willie Horace Thomas Tams 1930. Phaegorista enarges ingår i släktet Phaegorista och familjen nattflyn. Inga underarter finns listade i Catalogue of Life.